# Boromir
Vous lisez un « article de qualité » labellisé en 2012.
Pour les articles homonymes, voir Boromir (homonymie).
Boromir est un personnage du Légendaire de l'écrivain britannique J. R. R. Tolkien apparaissant dans le roman Le Seigneur des anneaux.
Fils de l'Intendant du Gondor Denethor et frère aîné de Faramir, il est l'un des neuf membres de la Fraternité de l'Anneau. Il succombe à la tentation de l'Anneau unique, jusqu'à tenter de le prendre par la force à son porteur, Frodo. Repenti, il meurt peu après au combat à Amon Hen lors d'une bataille opposant la Compagnie et un bataillon d'Uruk Hai en tentant de protéger les Hobbits Merry et Pippin.
La faute de Boromir et sa rédemption, exemple utilisé par Tolkien pour réfuter les accusations de manichéisme portées à l'encontre de son roman, ont été étudiées à travers le prisme du catholicisme de l'auteur. Les dilemmes qui torturent ce personnage ont fait l'objet de nombreuses analyses : pour Alex Davis « déchiré entre son roi et son père, entre la Fraternité et son pays, entre l'honneur et la fierté, le pouvoir et la sagesse, Boromir reflète la complexité morale et dramatique du Seigneur des anneaux,. »
Boromir apparaît par ailleurs dans la majorité des adaptations du Seigneur des anneaux.

## Caractéristiques

### Description
À sa première apparition dans Le Seigneur des anneaux, Boromir est décrit comme « un homme de haute stature, beau de visage et noble de traits, les cheveux bruns et les yeux gris, le regard fier et sévère, ». Dans une note inédite sur la taille des Númenóréens, Tolkien indique qu'Aragorn mesure « probablement au moins 6 ft. 6 [1,98 m] ; et Boromir, de haute lignée númenóréenne, pas beaucoup moins (disons 6 ft. 4 [1,93 m]) ». Boromir descend par sa mère des princes de Dol Amroth, une lignée dont les hommes sont imberbes du fait de leur ascendance elfique.
Tolkien dresse un bref portrait moral de Boromir dans l'Appendice A du Seigneur des anneaux : « C'était plutôt un homme du genre du roi Eärnur d'autrefois, ne contractant point de mariage, mais se plaisant principalement à l'exercice des armes ; robuste et téméraire certes, mais se souciant peu des savoirs coutumiers, sinon pour les récits de batailles d'antan. » Il offre ainsi un contraste frappant avec son cadet Faramir, de tempérament plus calme et davantage intéressé par le savoir que par la gloire du combat.

### Arbre généalogique
|  |  | Intendants du Gondor | Intendants du Gondor | Intendants du Gondor | Intendants du Gondor | Intendants du Gondor | Intendants du Gondor |  |  | Princes de Dol Amroth | Princes de Dol Amroth | Princes de Dol Amroth | Princes de Dol Amroth | Princes de Dol Amroth | Princes de Dol Amroth |         |  |  |  |  |  |        |        |        |        |        |        |  |  | Rois du Rohan | Rois du Rohan | Rois du Rohan | Rois du Rohan | Rois du Rohan | Rois du Rohan |  |  |  |  |  |  |  |  |  |  |  |  |  |  |  |  |  |  |  |  |
|  |  | Intendants du Gondor | Intendants du Gondor | Intendants du Gondor | Intendants du Gondor | Intendants du Gondor | Intendants du Gondor |  |  | Princes de Dol Amroth | Princes de Dol Amroth | Princes de Dol Amroth | Princes de Dol Amroth | Princes de Dol Amroth | Princes de Dol Amroth |         |  |  |  |  |  |        |        |        |        |        |        |  |  | Rois du Rohan | Rois du Rohan | Rois du Rohan | Rois du Rohan | Rois du Rohan | Rois du Rohan |  |  |  |  |  |  |  |  |  |  |  |  |  |  |  |  |  |  |  |  |
|  |  | Denethor II          | Denethor II          | Denethor II          | Denethor II          | Denethor II          | Denethor II          |  |  | Finduilas             | Finduilas             | Finduilas             | Finduilas             | Finduilas             | Finduilas             |         |  |  |  |  |  | Éomund | Éomund | Éomund | Éomund | Éomund | Éomund |  |  | Théodwyn      | Théodwyn      | Théodwyn      | Théodwyn      | Théodwyn      | Théodwyn      |  |  |  |  |  |  |  |  |  |  |  |  |  |  |  |  |  |  |  |  |
|  |  | Denethor II          | Denethor II          | Denethor II          | Denethor II          | Denethor II          | Denethor II          |  |  | Finduilas             | Finduilas             | Finduilas             | Finduilas             | Finduilas             | Finduilas             |         |  |  |  |  |  | Éomund | Éomund | Éomund | Éomund | Éomund | Éomund |  |  | Théodwyn      | Théodwyn      | Théodwyn      | Théodwyn      | Théodwyn      | Théodwyn      |  |  |  |  |  |  |  |  |  |  |  |  |  |  |  |  |  |  |  |  |
|  |  |                      |                      |                      |                      |                      |                      |  |  |                       |                       |                       |                       |                       |                       |         |  |  |  |  |  |        |        |        |        |        |        |  |  |               |               |               |               |               |               |  |  |  |  |  |  |  |  |  |  |  |  |  |  |  |  |  |  |  |  |
|  |  |                      |                      |                      |                      |                      |                      |  |  |                       |                       |                       |                       |                       |                       |         |  |  |  |  |  |        |        |        |        |        |        |  |  |               |               |               |               |               |               |  |  |  |  |  |  |  |  |  |  |  |  |  |  |  |  |  |  |  |  |
|  |  | Boromir              | Boromir              | Boromir              | Boromir              | Boromir              | Boromir              |  |  | Faramir               | Faramir               | Faramir               | Faramir               | Faramir               | Faramir               |         |  |  |  |  |  | Éowyn  | Éowyn  | Éowyn  | Éowyn  | Éowyn  | Éowyn  |  |  | Éomer         | Éomer         | Éomer         | Éomer         | Éomer         | Éomer         |  |  |  |  |  |  |  |  |  |  |  |  |  |  |  |  |  |  |  |  |
|  |  | Boromir              | Boromir              | Boromir              | Boromir              | Boromir              | Boromir              |  |  | Faramir               | Faramir               | Faramir               | Faramir               | Faramir               | Faramir               |         |  |  |  |  |  | Éowyn  | Éowyn  | Éowyn  | Éowyn  | Éowyn  | Éowyn  |  |  | Éomer         | Éomer         | Éomer         | Éomer         | Éomer         | Éomer         |  |  |  |  |  |  |  |  |  |  |  |  |  |  |  |  |  |  |  |  |
|  |  |                      |                      |                      |                      |                      |                      |  |  |                       |                       |                       |                       |                       |                       |         |  |  |  |  |  |        |        |        |        |        |        |  |  |               |               |               |               |               |               |  |  |  |  |  |  |  |  |  |  |  |  |  |  |  |  |  |  |  |  |
|  |  |                      |                      |                      |                      |                      |                      |  |  |                       |                       |                       |                       |                       |                       | Elboron |  |  |  |  |  |        |        |        |        |        |        |  |  |               |               |               |               |               |               |  |  |  |  |  |  |  |  |  |  |  |  |  |  |  |  |  |  |  |  |
|  |  |                      |                      |                      |                      |                      |                      |  |  |                       |                       |                       |                       |                       |                       |         |  |  |  |  |  |        |        |        |        |        |        |  |  |               |               |               |               |               |               |  |  |  |  |  |  |  |  |  |  |  |  |  |  |  |  |  |  |  |  |
|  |  |                      |                      |                      |                      |                      |                      |  |  |                       |                       |                       |                       |                       |                       | Barahir |  |  |  |  |  |        |        |        |        |        |        |  |  |               |               |               |               |               |               |  |  |  |  |  |  |  |  |  |  |  |  |  |  |  |  |  |  |  |  |

1. ↑  La filiation de Barahir n'est pas certaine.

### Nom
Le nom Boromir, explique Tolkien dans l'Appendice F du Seigneur des anneaux, est de « forme mixte » : il contient l'élément quenya mírë « joyau » et l'élément sindarin boro(n) « loyal, ferme, fidèle »,.
C'est également le nom d'un Homme du Premier Âge, l'arrière-grand-père paternel de Beren Erchamion, et du dixième Intendant souverain du Gondor (mort en 2489 T. A.), un lointain aïeul du Boromir du Seigneur des anneaux.

## Histoire

Blason du Gondor, la patrie de Boromir.

Né en l'an 2978 du Troisième Âge, Boromir est le fils aîné de Denethor II, l'intendant du Gondor, et de Finduilas de Dol Amroth. Son frère cadet, Faramir, naît cinq ans plus tard,. Les deux frères perdent leur mère très jeunes (elle meurt en 2988 T. A.). Ils ont d'excellentes relations (Boromir protégeant Faramir et Faramir admirant Boromir), nullement entachées de jalousie, malgré leurs tempéraments opposés et la préférence affichée de Denethor pour son fils aîné.
En juin 3018 T. A., lorsque les armées de Sauron attaquent les ruines d'Osgiliath, Boromir, capitaine du Gondor, est envoyé pour défendre la cité. Vaincus par le nombre, les Gondoriens doivent se retrancher derrière l'Anduin, après avoir abattu le dernier pont sur le fleuve ; parmi les derniers défenseurs, seuls quatre parviennent à s'enfuir, parmi lesquels Boromir et Faramir. La veille de l'assaut final, Faramir fait un rêve mystérieux dans lequel il entend des vers prophétiques :
Cherche l’Épée qui fut brisée :

À Imladris elle réside ;

Des conseils y seront donnés

Défiant les charmes morgulides.

Un signe sera mis au jour

Que le Destin est imminent :

Luira le Fléau d'Isildur,

Le Demi-Homme se levant.
Le rêve se répète et Boromir le fait également à une reprise. Après avoir pris conseil auprès de son père, Faramir décide de se rendre à Imladris, mais craignant pour son frère, Boromir prend sa place. Il quitte Minas Tirith le 4 juillet pour un voyage périlleux de plus de cent jours. Tolkien écrit dans les Contes et légendes inachevés que « la relation ne rend pas un juste hommage au courage et à l'endurance requis, » pour ce voyage. Il atteint sa destination le 24 octobre à la nuit tombée, après avoir perdu son cheval en traversant la Gwathló et avoir dû terminer son périple à pied.
Le conseil d'Elrond se tient le lendemain. Boromir y parle au nom du Gondor, premier rempart contre les forces du Mordor. Il découvre les explications de son rêve : l'épée qui fut brisée n'est autre que Narsil, l'épée d'Elendil, dont les fragments appartiennent désormais à Aragorn ; le fléau d'Isildur est l'Anneau unique, retrouvé et possédé par Frodon Sacquet, un demi-homme. Boromir propose d'utiliser l'Anneau pour lutter contre le Mordor, mais Elrond lui explique que celui qui abattrait Sauron de cette façon ne ferait que prendre sa place de Sombre Seigneur. En fin de compte, il est décidé que l'Anneau doit être détruit. Boromir fait partie de ceux choisis pour accompagner et aider Frodon dans cette quête.
La Communauté de l'Anneau se dirige vers l'est en direction des Montagnes de Brume, qu'elle compte franchir par le col du Caradhras. Boromir propose que chacun porte un fagot, idée qui sauve la vie de la Compagnie lorsque le blizzard se lève au sommet du pic. La passe étant bloquée, Boromir et Aragorn portent les quatre Hobbits en sûreté hors des congères de neige. Il faut trouver un autre chemin, et Boromir propose de contourner les montagnes par le sud et la trouée du Rohan, idée rejetée par Gandalf, qui estime que ce trajet passe dangereusement près de la résidence du traître Saroumane. Gandalf propose le passage de la Moria, seule voie restante, voie que Boromir rejette instamment. La Fraternité doit néanmoins s'y résoudre et se dirige vers les Portes de Durin où Boromir réveille involontairement le Guetteur des Eaux.
Après la chute de Gandalf face au Balrog, Aragorn prend la tête de la Fraternité et la conduit en Lothlórien, malgré la méfiance de Boromir à l'égard de cette forêt. Galadriel soumet chacun des membres de la Compagnie à la tentation ; Boromir refuse de révéler ce qu'elle lui a proposé. Lorsque la Fraternité quitte la Lórien, Galadriel offre un présent à chacun de ses membres, et Boromir reçoit une ceinture d'or et une cape elfique. Les Galadhrim donnent également trois barques à la Compagnie pour la suite de son voyage le long de l'Anduin. Boromir dirige l'une d'elles, avec Merry et Pippin ; il commence à présenter des signes d'inquiétude que les Hobbits ne s'expliquent pas.
Boromir est convaincu que l'Anneau doit être apporté à Minas Tirith, afin de servir à la lutte contre Sauron. Lorsque la Fraternité arrive à Parth Galen, et qu'elle doit décider de prendre la route du Gondor ou du Mordor, il tente de convaincre Frodo de lui remettre l'Anneau, persuadé que l'Anneau ne peut corrompre les hommes du Gondor.

« Boromir allait et venait, parlant de plus en plus fort. Il semblait presque avoir oublié Frodo, discourant sur les murailles et l’armement, et sur le rassemblement des hommes ; il envisageait de grandes alliances et de glorieuses victoires à venir ; et il renversait le Mordor et devenait lui-même un puissant roi, sage et bienveillant. »

Effrayé, Frodo refuse de lui remettre l'Anneau. Boromir, furieux, tente de le lui prendre de force, mais le Hobbit passe l'objet à son doigt et s'enfuit, invisible. La Fraternité se disperse pour tenter de le retrouver, et Aragorn ordonne à Boromir de suivre et de protéger Merry et Pippin. Le Gondorien les défend contre les Orques (dans les livres) et des Uruk-hai (dans les films), et la sonnerie de son grand cor repousse temporairement ceux-ci ; mais nulle aide n'arrive, et il devient la cible des archers orques ou Uruk-hai. Lorsque Aragorn le retrouve, Boromir agonise, percé de nombreuses flèches. Dans son dernier souffle, il avoue sa faute à Aragorn et lui demande de sauver Minas Tirith.
Avec l'aide de Gimli et Legolas, Aragorn transporte le corps sur les berges de l'Anduin et le dépose dans l'une des barques elfiques avec son épée et son cor, brisé durant la lutte. Après un chant funèbre interprété par Aragorn et Legolas, la barque est emportée par le fleuve Anduin. Trois nuits plus tard, Faramir, en mission en Ithilien, voit passer la barque à Osgiliath. Ayant entendu le cor du Gondor, il comprend que son frère gît dans l'embarcation. La barque continue sa descente de l'Anduin et finit vraisemblablement par atteindre la mer. Faramir retrouve le cor brisé de son frère sur les berges de l'Anduin et le renvoie à son père.

## Conception
Le personnage de Boromir apparaît dès la première version écrite du conseil d'Elrond (fin 1939) : « un homme au visage noble, mais sombre et triste ». Contrairement à d'autres personnages, il a dès le début son nom définitif, mais les raisons de sa venue à Fendeval ne sont pas expliquées. Tolkien n'envisage pas immédiatement d'en faire un membre de la Fraternité de l'Anneau, mais l'idée émerge rapidement, de même que son ascendance, même s'il est alors le fils du « roi » d'Ond (futur Gondor). La Fraternité se compose alors de Gandalf, des quatre Hobbits du Comté et de Trotter, le précurseur d'Aragorn, lui aussi un Hobbit ; Boromir, le seul humain, joue donc un rôle important dans la première version de l'ascension manquée du col du Caradhras.
Des notes jetées sur des feuilles d'examen datées d'août 1940 marquent l'émergence de la raison de la venue de Boromir à Fendeval : des « prophéties » évoquant l'Épée Brisée. La quatrième version du chapitre « Le Conseil d'Elrond » voit apparaître le rêve prophétique et le poème qui l'accompagne, bien qu'ils soient alors attribués au seigneur de Minas Tirith (le personnage de Faramir n'existe pas encore).
Après avoir rédigé les chapitres de la Moria, Tolkien couche sur le papier des notes sur la tournure que doivent prendre les événements. Il n'envisage pas encore la mort de Boromir : celui-ci doit tenter de prendre l'Anneau à Frodo, qui s'enfuit, mais après cela, il part pour Minas Tirith avec Aragorn, qui soupçonne quelque chose. La ville est assiégée par les forces de Sauron ; le Seigneur de Minas Tirith meurt, et le peuple choisit Aragorn pour le remplacer. Boromir, qui a totalement basculé du côté du Mal, part alors rejoindre Saruman pour qu'il l'aide à détrôner Aragorn. Après la défaite de Sauron, Boromir doit mourir de la main d'Aragorn. La trahison de Boromir reste présente dans les notes prises après les chapitres de la Lórien, mais lorsque Tolkien arrive à la rédaction des futurs chapitres « L'éclatement de la Fraternité » et « Le départ de Boromir » (durant l'hiver 1941-1942), l'histoire a atteint sa version finale : Boromir meurt après avoir confessé sa faute à Trotter (Aragorn).

## Critique et analyse

### Rôle et psychologie du personnage
Aux lecteurs lui ayant reproché le manichéisme apparent du Seigneur des anneaux, Tolkien réplique qu'ils « oublient Boromir au moins ». Cependant, pour Marjorie Burns, même si Boromir représente « l'essai le plus flagrant de Tolkien de créer une personnalité moralement troublée, », il ne pose guère de difficultés, car « il est trop facile de sentir (et cela sans profond regret) que Boromir est destiné à faillir, ». Pour d'autres, au contraire, Boromir est un des personnages qui rendent la Terre du Milieu « pleine de paradoxes et d'ambiguïté ».
Pour Nancy Enright, Boromir représente le stéréotype traditionnel du pouvoir masculin, et par la chute de ce personnage, Tolkien montre la faiblesse spirituelle et morale de ce type de pouvoir, quand les personnages moins héroïques à première vue résistent mieux.
Ralph C. Wood rapproche les personnages de Boromir et de Saruman : « les deux se perçoivent eux-mêmes comme des chefs et des héros, », mais succombent devant leurs propres ambitions. Néanmoins, contrairement à Saruman, Boromir souhaite l'Anneau pour lutter contre Sauron, là où le magicien envisage une coopération avec lui. Le courage de Boromir n'est pas suffisant pour le garder du mal car il n'est pas tempéré par la sagesse. Or la vertu de courage a été transformée dans le christianisme par la vertu du martyre : préférer mourir plutôt que de renier sa foi. Si Boromir ne craint pas la mort, il l'espère glorieuse au combat, et cède au désespoir devant le manque de troupes du Gondor face au Mordor. Son arrogance de croire qu'il pourra combattre Sauron avec l'Anneau est sans doute une cause majeure de sa chute.
Michael D. C. Drout propose une lecture catholique des derniers instants de Boromir : après avoir succombé au péché en tentant de s'emparer de l'Anneau, il réalise son erreur et se repent. Sa pénitence consiste à essayer de protéger Merry et Pippin, et à souffrir des flèches des Orques. Sa confession à Aragorn avant de mourir conclut le processus de pénitence, au terme duquel Boromir semble avoir été absous : il a l'air en paix lorsque Faramir le voit gisant dans sa barque funéraire. La mort permet d'effacer la faute, elle est rédemptrice. Pour Ralph C. Wood, la mort de Boromir est « la plus poignante scène de pardon du Seigneur des anneaux ».
Pour Christine Brooke-Rose, Boromir est un personnage qui a un rôle essentiellement structurel dans le roman : il est celui qui introduit la division dans la Fraternité de l'anneau, ce qui permet à Frodo et Sam de continuer la quête seuls. La fierté de Boromir devient alors l'élément qui permet au personnage de tenter de s'emparer de l'Anneau, et qui rend cette tentative prévisible.

### Parallèles littéraires

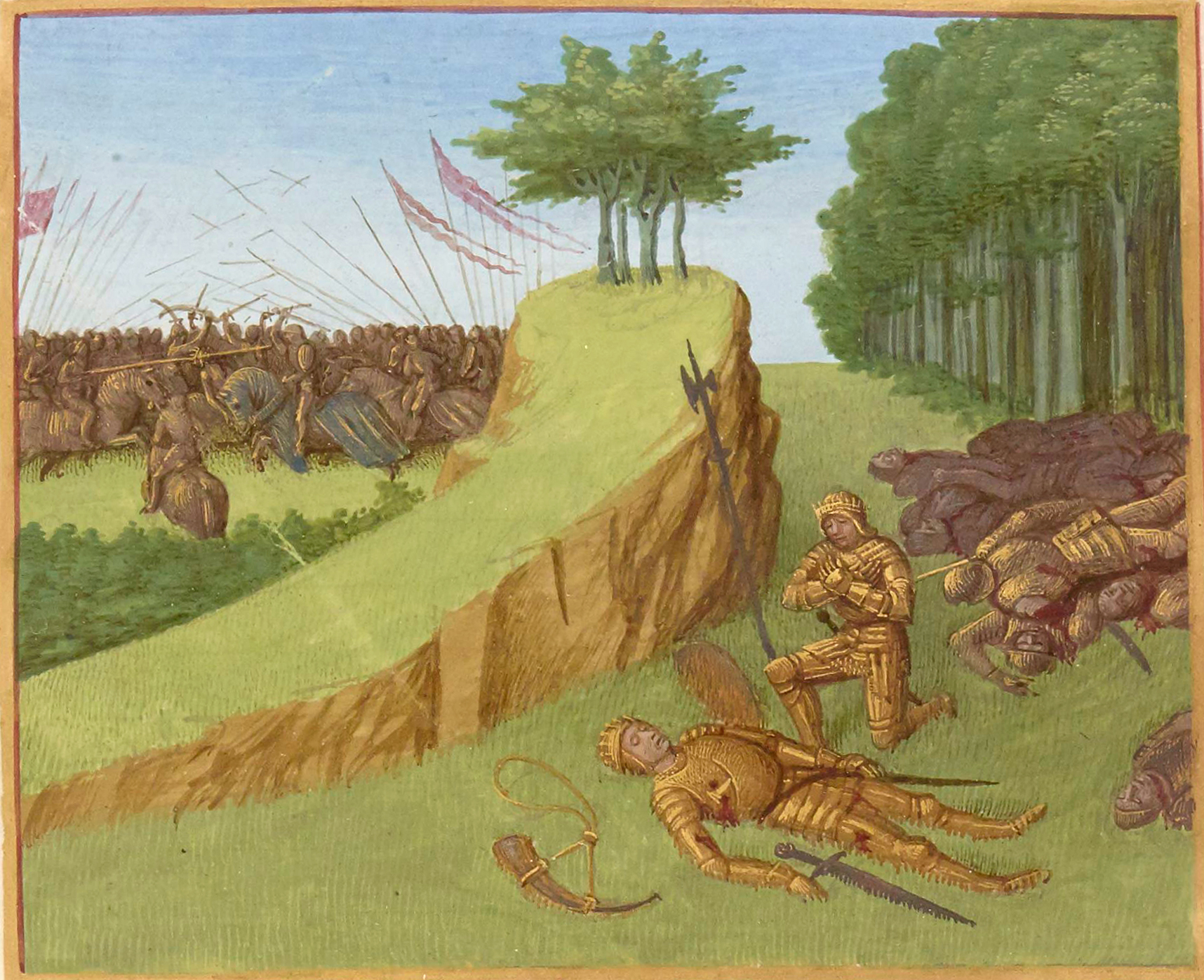
Mort de Roland à Roncevaux. On peut voir son cor gisant à côté de lui. Enluminure de Jean Fouquet tirée des Grandes Chroniques de France (1455-1460).

Boromir est un imposant guerrier, associé à un grand cor, armé d'une épée (bien que celle de Boromir ne soit pas nommée), qui succombe loin de chez lui face à un adversaire très supérieur en nombre. Plusieurs critiques ont ainsi été tentés de le rapprocher du personnage de Roland,. Les deux appellent au secours, Roland, le roi Charlemagne et Boromir, Aragorn, mais dans les deux cas l'aide espérée arrive trop tard. L'utilisation du cor est également comparée à celle qu'en fait le personnage de Susan Pevensie dans Le Monde de Narnia de C. S. Lewis. Tous deux sonnent de leur cor mais reçoivent une « aide qui intervient sous une forme différente de celle attendue ». Dans le cas de Boromir, alors qu'il s'attend à ce qu'Aragorn l'aide à combattre, celui-ci n'arrive que pour recueillir ses dernières paroles, l'aidant à « reposer en paix ». Claire Jardillier rapproche également Boromir de la figure du chevalier, en notant ses ressemblances avec Lancelot : « comme Lancelot, [Boromir] pourrait être un chevalier proche de la perfection s'il s'inquiétait de sujets plus élevés que le seul combat physique » ; Boromir ne voit que « le danger militaire qui assaille le Gondor, non le danger plus vaste et plus pernicieux qui concerne l'ensemble de la Terre du Milieu », ce qui, comme Lancelot, le fait échouer dans sa quête.
Janet Brennan Croft dresse une comparaison avec Macbeth, héros éponyme de la pièce de William Shakespeare : tous deux partagent une certaine ambition et sont tentés de l'assouvir par des moyens néfastes, Macbeth par les sorcières, Boromir par Galadriel, de manière moins directe. Toutefois, la fin de Boromir présente un caractère eucatastrophique absent chez Shakespeare (Macbeth est décapité sans s'être repenti), « peut-être en raison de la foi de Tolkien ».
Tout en notant que Tolkien n'a jamais évoqué Homère parmi ses sources d'inspiration, Miryam Librán-Moreno discerne plusieurs points communs entre Ajax le Grand et Boromir, deux grands et fiers guerriers qui perdent la vie peu après avoir succombé à un accès de folie ; Faramir et Denethor correspondraient alors respectivement à Teucros et Télamon. Pour Martin Simonson, en plus de Roland, la scène à Amon Hen crée un parallèle entre les personnages d'Aragorn et Boromir d'une part et Hector et Achille d'autre part : Hector est un guerrier avec le sens des responsabilités là où Achille se laisse emporter par sa colère. Cette distinction provient davantage du roman de Troie médiéval de Benoît de Sainte-Maure, qui en fait les prototypes du bon et du mauvais chevaliers, que d'Homère. Chez Tolkien, cette scène montre à la fois les vertus chrétiennes d'Aragorn (la pitié et le pardon) et l'ethos des guerriers épiques avec la mort au combat rédemptrice, accentuant le rapprochement avec les chansons de geste.
Les funérailles de Boromir évoquent celles du roi danois Scyld Scefing au début de Beowulf. Boromir rappelle également le personnage de Beowulf lui-même : outre que leurs noms allitèrent, les deux personnages partagent une même force quasi-surhumaine, la même fierté du combat, et le destin commun de mourir de la main de monstres.

## Adaptations

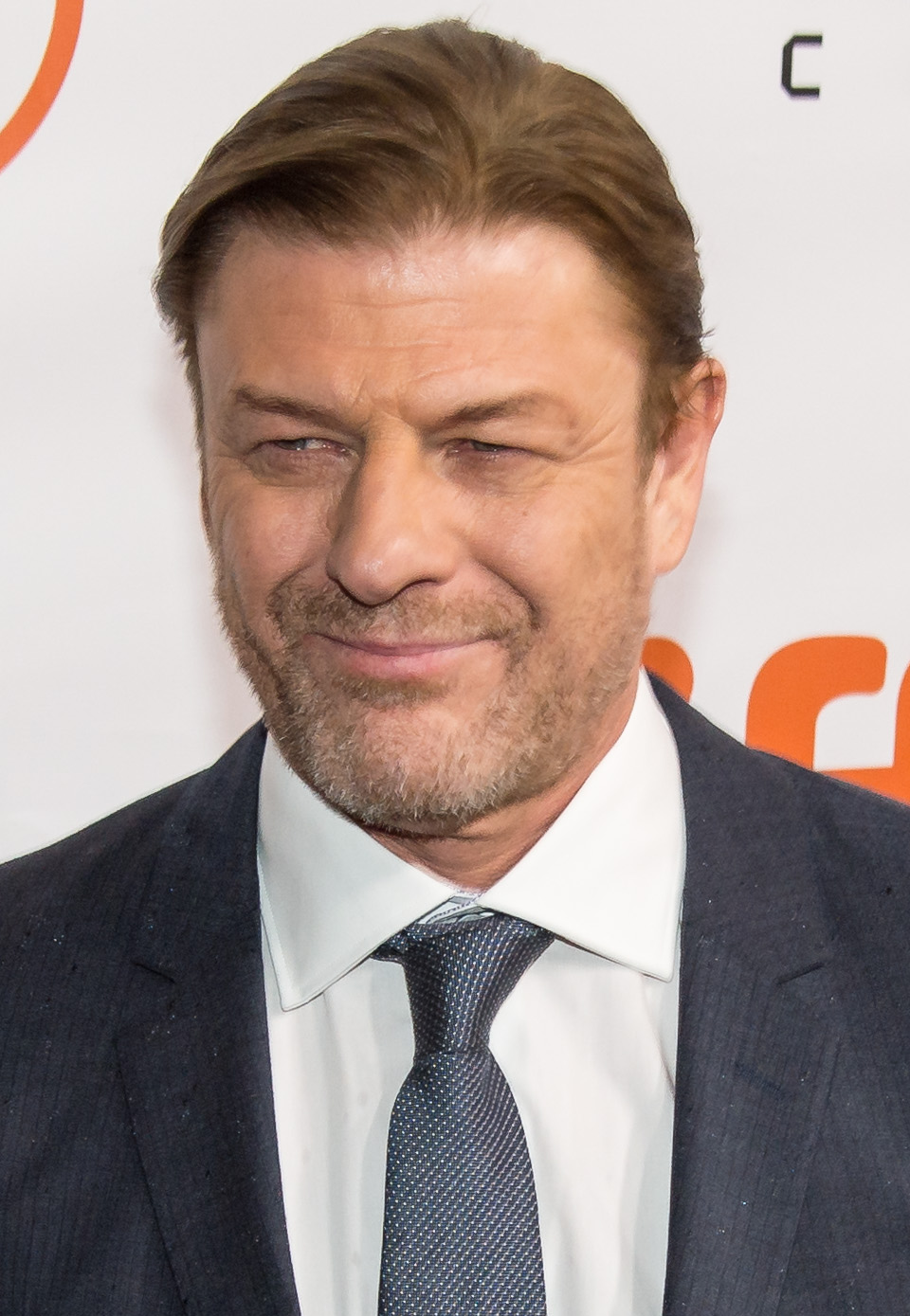
L'acteur britannique Sean Bean interprète Boromir dans les films de Peter Jackson.

Dans la première adaptation radiophonique du Seigneur des anneaux, produite en 1955-1956 pour la BBC, Boromir est interprété par Derek Prentice, qui double également Faramir. Erik Bauersfeld lui prête sa voix dans l'adaptation américaine produite en 1979 pour la NPR.
L'acteur britannique Michael Graham Cox double Boromir dans le film d'animation de Ralph Bakshi (1978), ainsi que dans la seconde adaptation radiophonique de la BBC (1981). Le film de Bakshi s'éloigne nettement de Tolkien dans la description de Boromir, qui apparaît pourvu d'une barbe abondante et coiffé d'un casque à cornes.
Dans l'adaptation en trois volets de Peter Jackson (2001-2003), le rôle de Boromir est tenu par Sean Bean. Dans cette adaptation, Boromir n'est pas tué par de multiples Orques anonymes, mais par un Uruk particulier, nommé Lurtz, inventé pour les besoins du film.
Selon Øystein Høgset, les films de Jackson ne sont pas aussi nuancés que Tolkien dans leur représentation de la lutte entre le Bien et le Mal ; il utilise l'exemple de Boromir pour illustrer son idée. Dans le film La Communauté de l'anneau, Boromir apparaît dès le début comme un personnage incertain. Dans la scène sur les pentes du Caradhras, où il ramasse l'Anneau tombé dans la neige, les autres membres de la Communauté réagissent avec défiance : Aragorn pose la main sur la garde de son épée, et Gandalf semble troublé, comme s'ils s'attendaient déjà à la chute de Boromir, comme si elle était inéluctable. Dès lors, traiter le corps de Boromir comme celui d'un héros après sa mort semble incohérent dans le cadre du film. Néanmoins, une scène supplémentaire de la version longue du second film nuance un peu plus le personnage. On y voit Boromir juste après la reprise d'Osgiliath, hésitant alors que son père lui demande d'aller à Fondcombe pour ramener l'Anneau au Gondor. Il montre également sa grande affection pour son petit frère Faramir qu'il trouve injustement traité par leur père.
Dans le jeu vidéo La Communauté de l'anneau, James Horan donne sa voix à Boromir.
C'est un personnage jouable dans La Bataille pour la Terre du Milieu II.
Le personnage a également inspiré les dessinateurs, comme Catherine Karina Chmiel, John Howe ou Ted Nasmith. Mathias Daval remarque que la scène de la mort de Boromir « s'est imposée dans l'iconographie de Tolkien, et […] fait partie des inévitables exercices » ; il ajoute que la majorité des illustrations montrant Boromir et Aragorn donnent une image très manichéenne de la scène : « le geste de Boromir […] s'efface devant celui d'Aragorn : on oublie le sacrifice de l'un pour saluer le pardon et l'indulgence de l'autre », là où le texte du roman est plus subtil.
Games Workshop a par ailleurs édité plusieurs figurines de Boromir pour son jeu de bataille Le Seigneur des anneaux.
Boromir a également inspiré des musiciens. Daniel McCarthy a ainsi composé un duo pour cor et marimba intitulé The Call of Boromir,. Le Tolkien Ensemble a également composé deux chansons sur ce personnage : Lament for Boromir (sur l'album A Night in Rivendell, sorti en 2000) et Boromir's Riddle (sur l'album At Dawn in Rivendell, sorti en 2003), les deux consistant en une mise en musique des poèmes et chants du Seigneur des anneaux.

### Traductions
1. ↑  […] torn between King and father, Fellowship and country, honor and pride, power and wisdom, Boromir reflects many of the moral and dramatic complexities found in The Lord of the Rings.
2. ↑  There was a tall man with a fair and noble face, dark-haired and grey-eyed, proud and stern of glance..
3. ↑  […] the courage and hardihood required is not fully recognized in the narrative.
4. ↑  Tolkien’s most deliberate attempt to create a morally troubled personality.
5. ↑  is too easy to feel (and to feel without deep concern) that Boromir is destined to fall..
6. ↑  Boromir and Saruman both see themselves as leaders and heroes..

#### Ouvrages de Tolkien
- J. R. R. Tolkien (trad. Francis Ledoux, Tina Jolas), Le Seigneur des anneaux [« The Lord of the Rings »] [détail des éditions]
- J. R. R. Tolkien (trad. Tina Jolas), Contes et légendes inachevés [« Unfinished Tales of Númenor and Middle-earth »] [détail des éditions]
- J. R. R. Tolkien et Christopher Tolkien (trad. Daniel Lauzon), La Route perdue et autres textes [« The Lost Road and Other Writings »] [détail des éditions]
- (en) J. R. R. Tolkien et Christopher Tolkien, The Return of the Shadow, HarperCollins, 2002, 497 p. (ISBN 0-261-10224-9)
- (en) J. R. R. Tolkien et Christopher Tolkien, The Treason of Isengard, HarperCollins, 2002, 504 p. (ISBN 0-261-10220-6)
- (en) J. R. R. Tolkien et Christopher Tolkien, The Peoples of Middle-earth, HarperCollins, 2002, 482 p. (ISBN 0-261-10348-2)
- J. R. R. Tolkien, Christopher Tolkien et Humphrey Carpenter (trad. Delphine Martin et Vincent Ferré), Lettres [« Letters of J.R.R. Tolkien »] [détail des éditions]

#### Ouvrages sur Tolkien
- (en) Harold Bloom (éd.), Bloom’s Modern Critical Interpretations : J.R.R. Tolkien’s The Lord of the Rings New Edition (ISBN 978-1-60413-145-1)
  - (en) Marjorie Burns, « Spiders and Evil Red Eyes: The Shadow Sides of Gandalf and Galadriel », dans Bloom’s Modern Critical Interpretations op. cit.
  - (en) Nancy Enright, « Tolkien’s Females and the Defining of Power », dans Bloom’s Modern Critical Interpretations op. cit.
- (en) Sherrylyn Branchaw, « Boromir : Breaker of the Fellowship ? », Tolkien Studies : An Annual Scholarly Review, West Virginia University Press, vol. 12,‎ 2015, p. 123-140 (DOI 10.1353/tks.2015.0006).
- (en) Christine Brooke-Rose, « The Evil Ring: Realism and the Marvelous », Poetics Today, Duke University Press, vol. 1, no 4,‎ 1980, p. 67-90 (lire en ligne)
- (en) Janet Brennan Croft, « Bid the Tree Unfix His Earthbound Root », dans Janet Brennan Croft (éd.), Tolkien and Shakespeare : Essays on Shared Themes and Language, vol. 2, McFarland, coll. « Critical Explorations in Science-Fiction and Fantasy », 2007 (ISBN 9780786428274)
- (en) Devin Brown, Inside Prince Caspian : A Guide to Exploring the Return to Narnia, Baker Books, 2008, 251 p. (ISBN 978-0-8010-6802-7, lire en ligne)
- Mathias Daval, Tolkien : Un autre regard sur la Terre du Milieu, Éditions Edysseus, 2005, 169 p. (ISBN 978-2-9523058-1-5)
- (en) Matthews T. Dickerson et David O'Hara, From Homer to Harry Potter : A handbook on myth and fantasy, Brazos Press, 2006, 272 p. (ISBN 978-1-58743-133-3, lire en ligne)
- (en) Michael D. C. Drout, J. R. R. Tolkien Encyclopedia : Scholarship and Critical Assessment, CRC Press, juin 2006, 720 p. (ISBN 0-415-96942-5, présentation en ligne)
  - (en) Alex Davis, « Boromir », dans J. R. R. Tolkien Encyclopedia, op. cit., p. 74-75
  - (en) Michael D. C. Drout, « Penance », dans J. R. R. Tolkien Encyclopedia, op. cit., p. 505-506
  - (en) Gerald Seaman, « Old French Literature », dans J. R. R. Tolkien Encyclopedia, op. cit., p. 468-469
- (en) Bradford Lee Eden, Middle-earth Minstrel : Essays on Music in Tolkien, McFarland, 2010, 207 p. (ISBN 978-0-7864-4814-2).
- Vincent Ferré, Tolkien : sur les rivages de la Terre du Milieu, Pocket, coll. « Agora », 2002, 354 p. (ISBN 2-266-12118-9)
- (en) Linda Greenwood, « Love : "The Gift of Death" », Tolkien Studies : An Annual Scholarly Review, West Virginia University Press, vol. 2,‎ 2005, p. 171-195 (DOI 10.1353/tks.2005.0019).
- (en) Wayne G. Hammond et Christina Scull, The Lord of the Rings: A Reader's Companion, HarperCollins, 2005 (ISBN 0-00-720907-X)
- (en) Øystein Høgset, « The Adaptation of The Lord of the Rings : A Critical Comment », dans Thomas Honegger (éd.), Translating Tolkien : Text and Film, Walking Tree Publishers, coll. « Cormarë Series » (no 6), 2004 (ISBN 3-9521424-9-2)
- Claire Jardillier, « les échos arthuriens dans Le Seigneur des Anneaux », dans Léo Carruthers, Tolkien et le Moyen Âge, Paris, CNRS Éditions, 2007 (ISBN 978-2-271-06568-1)
- (en) Miryam Librán-Moreno, « Parallel Lives : The Sons of Denethor and the Sons of Telamon », Tolkien Studies : An Annual Scholarly Review, West Virginia University Press, vol. 2,‎ 2005, p. 15-52 (DOI 10.1353/tks.2005.0024).
- Valérie Naudet, « Voix de cors. De la Chanson de Roland au Seigneur des anneaux », dans Fantasy, le merveilleux médiéval aujourd'hui : actes du Colloque du CRELID, Paris, Bragelonne, coll. « Essais », 2007, 256 p. (ISBN 978-2-35294-053-1, lire en ligne), p. 31-43.
- (en) Martin Simonson, « An Introduction to the Dynamics of the Intertraditional Dialogue in The Lord of the Ring : Aragorn's Heroic Evolution », dans Thomas Honegger et Frank Weinreich (éd.), Tolkien and Modernity 2, Walking Tree Publishers, coll. « Cormarë Series » (no 10), 2006 (ISBN 978-3-905703-03-0)
- Viara Timtcheva, Le Merveilleux et la mort dans le Seigneur des anneaux de J. R. R. Tolkien, Paris/Budapest/Kinshasa etc., L'Harmattan, 2006, 136 p. (ISBN 2-296-01348-1, présentation en ligne)
- Ralph C. Wood, The gospel according to Tolkien : visions of the kingdom in Middle-Earth, Westminster John Knox Press, 2003, 169 p. (ISBN 978-0-664-22610-7, lire en ligne)